# Metaphya
Metaphya is een geslacht van libellen (Odonata) uit de familie van de glanslibellen (Corduliidae).

## Soorten
Metaphya omvat 4 soorten:
- Metaphya elongata Campion, 1921
- Metaphya micans Laidlaw, 1912
- Metaphya stueberi (Lieftinck, 1938)
- Metaphya tillyardi Ris, 1913